# کلاته میرزاجانی
کلاته میرزاجانی /کلاته میرزاجان /، روستایی از توابع بخش رضویه شهرستان مشهد در استان خراسان رضوی ایران است.

## جمعیت
این روستا در دهستان پایین ولایت قرار دارد و براساس سرشماری مرکز آمار ایران در سال ۱۳۸۵، جمعیت آن ۷۲۸ نفر (۱۴۵خانوار) بوده‌است.